# Suonjajaurasj
Suonjajaurasj är en sjö i Kiruna kommun i Lappland och ingår i Kalixälvens huvudavrinningsområde. Sjön har en area på 0,0815 kvadratkilometer och ligger 792 meter över havet.

## Delavrinningsområde
Suonjajaurasj ingår i det delavrinningsområde (753230-164347) som SMHI kallar för Utloppet av Paittasjärvi. Medelhöjden är 607 meter över havet och ytan är 165,55 kvadratkilometer. Räknas de 39 avrinningsområdena uppströms in blir den ackumulerade arean 1 064,67 kvadratkilometer. Kalixälven som avvattnar avrinningsområdet har biflödesordning 2, vilket innebär att vattnet flödar genom totalt 2 vattendrag innan det når havet efter 364 kilometer. Avrinningsområdet består mestadels av skog (47 procent) och kalfjäll (25 procent). Avrinningsområdet har 30,15 kvadratkilometer vattenytor vilket ger det en sjöprocent på 18,2 procent.